# Parque nacional del Bontebok
El Parque nacional del Bontebok (en afrikáans: Nasionale Bontebokpark; en inglés: Bontebok National Park) es un parque nacional para proteger una especie específica en Sudáfrica. Fue establecido en 1931 para garantizar la preservación del Bontebok (Damaliscus pygargus). Es el más pequeño de los 20 Parques Nacionales de Sudáfrica, con una superficie de 27,86 km ² El parque es parte de la Región Floral del Cabo, que es Patrimonio de la Humanidad. 
El parque se encuentra a 6 km al sur de Swellendam, en las estribaciones de la Cordillera de Langeberg.  Limita al sur con el río Breede.

## Imágenes

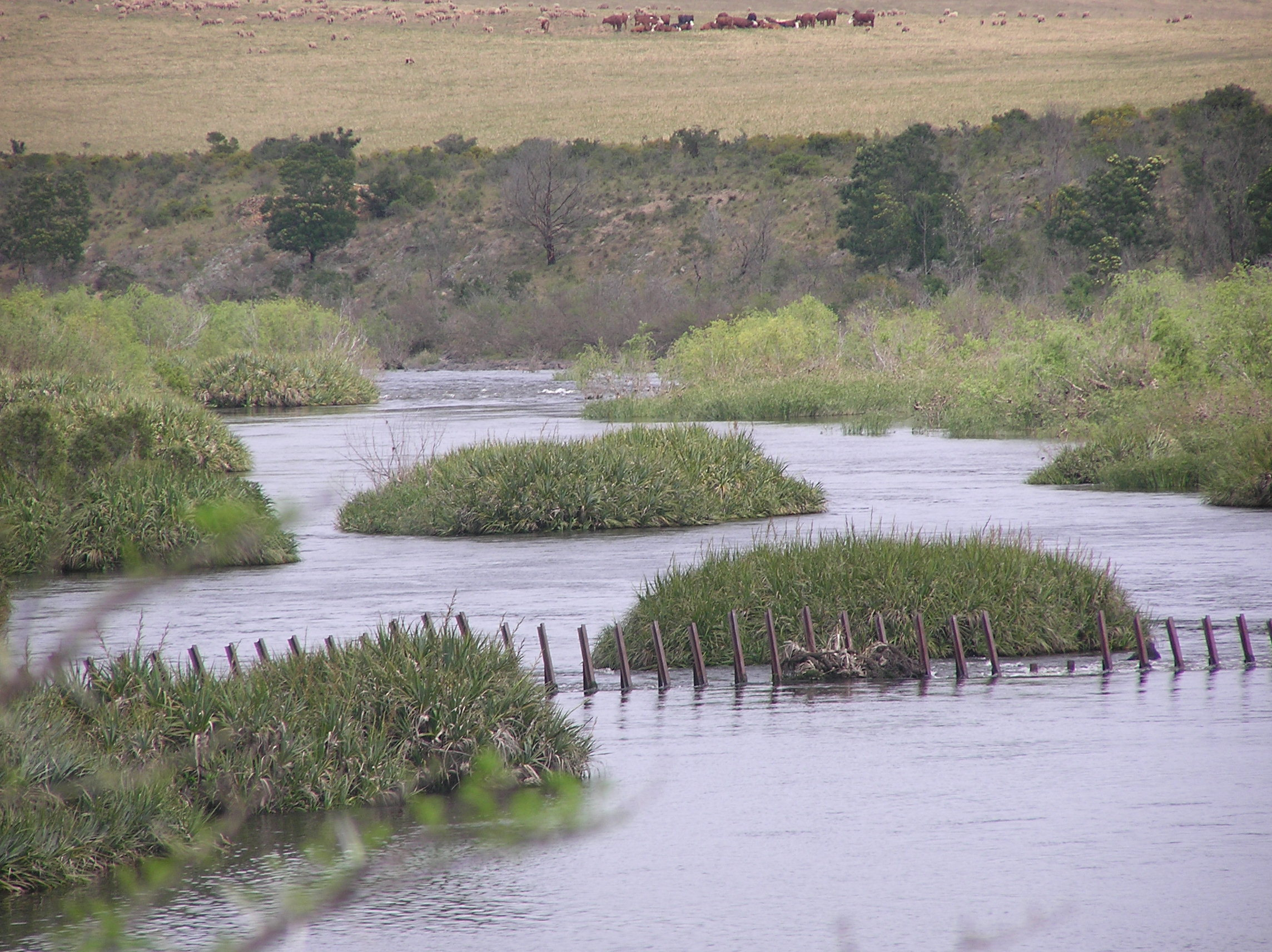
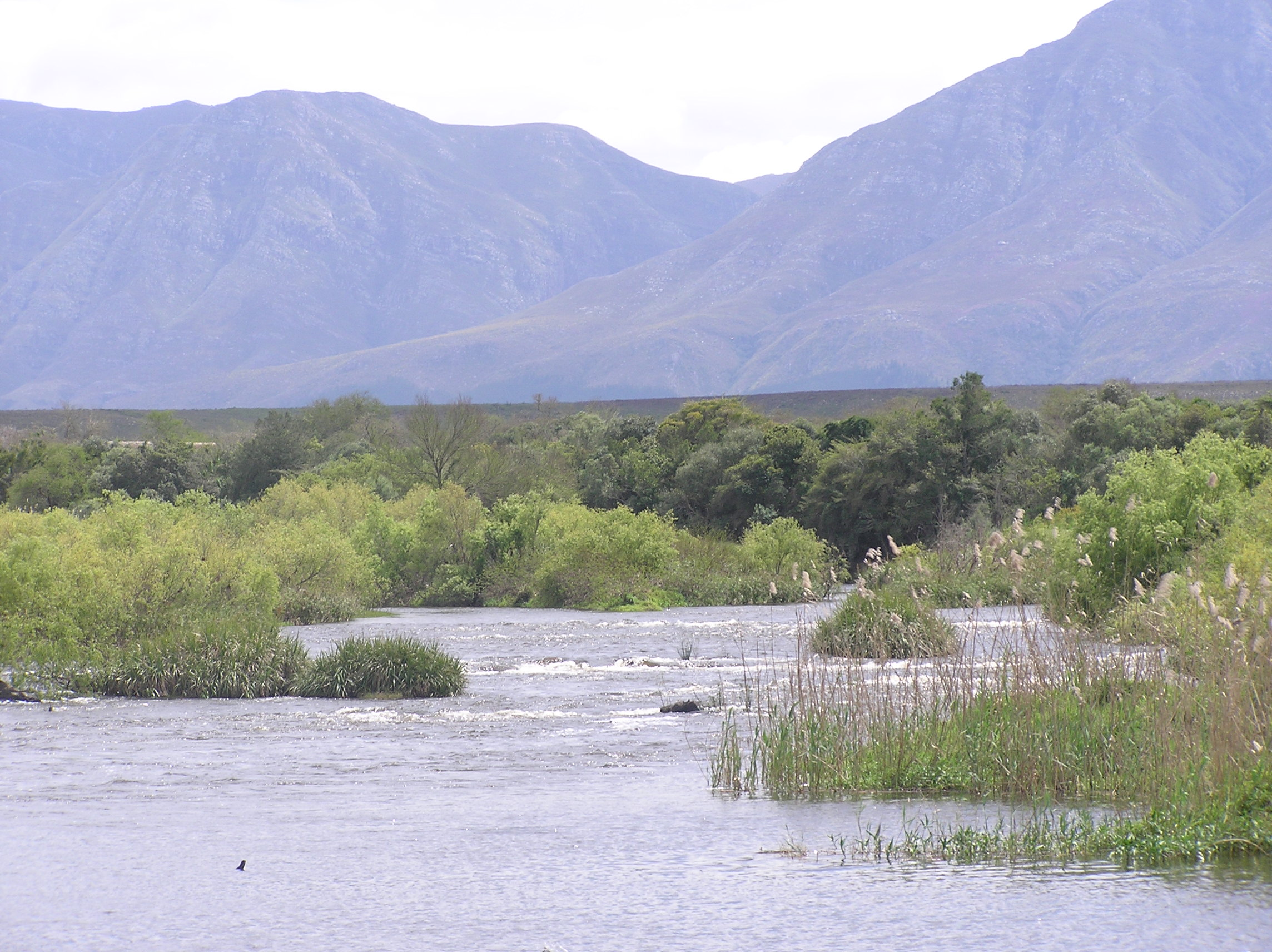
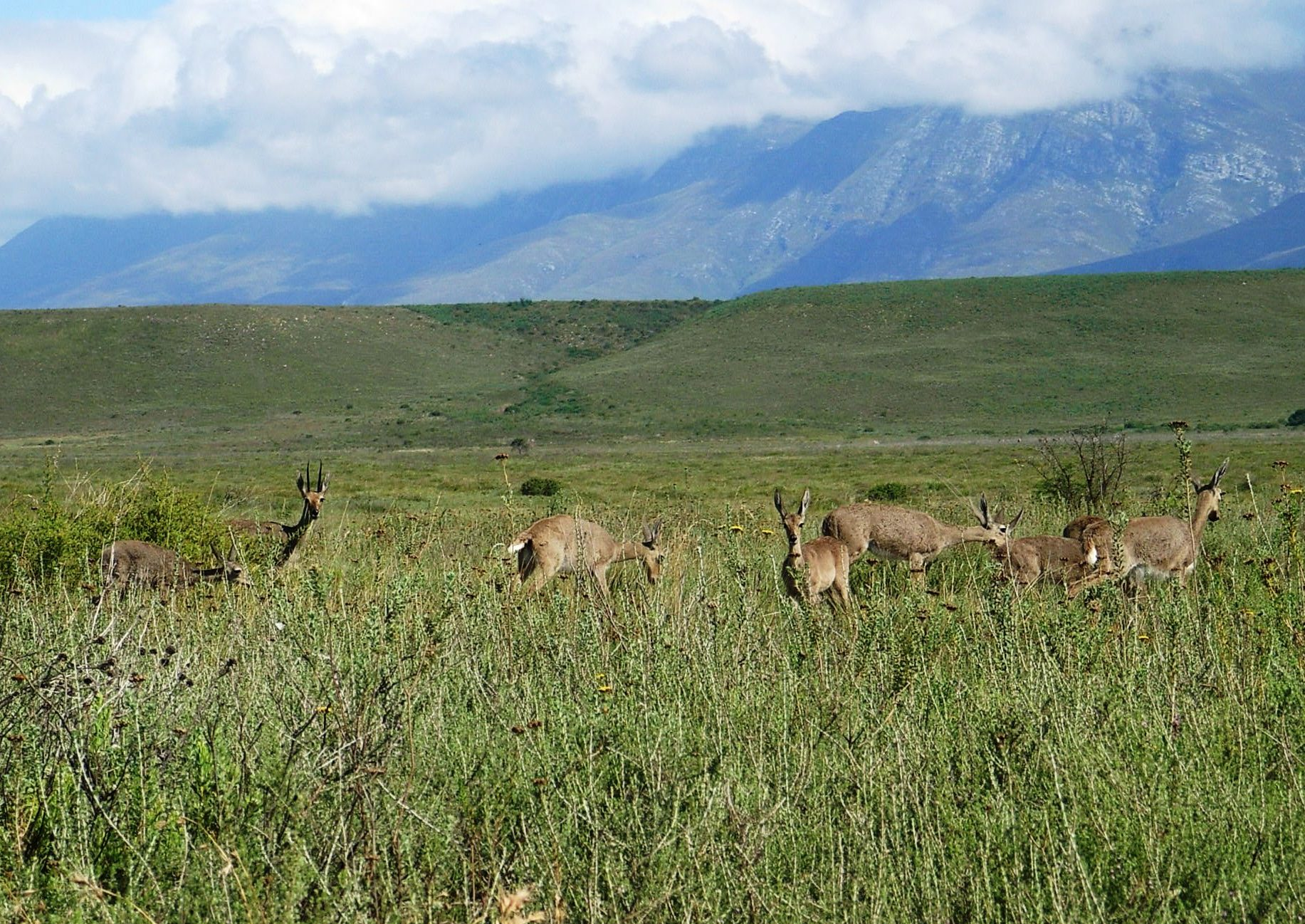
antílope cabrío en el parque nacional.